# Stereum subtomentosum
Espèce
Stereum subtomentosum (Synonyme : Stereum insignitum), la Stérée remarquable, est une espèce de champignons de la famille des Stereaceae.